# Aethiopicodynerus
Aethiopicodynerus (лат.) — род одиночных ос (Eumeninae).

## Описание
От близких родов ос отличается следующими признаками: формула щупиков самки 6-3; престигма короче птеростигмы или равна ей. Усики самцов спирально закручены или модифицированы в апикальной части. Тегулы сзади округлые, не достигают заднего конца паратегул. Пронотум шире длины в дорсальном виде; тергит I длиннее ширины в дорсальном виде; задний конец тергита II с неглубокой впадиной. Тергит I более чем в 0,5 раза шире тергита II в дорсальном виде. Средние голени с одной шпорой. Переднее крыло с первой и второй возвратными жилками, исходящими в субмаргинальной ячейке II.

## Классификация
В мировой фауне известно 13 видов. Афротропика.
- Aethiopicodynerus bimammilatus (Gusenleitner, 1987)
- Aethiopicodynerus capensis (de Saussure, 1856)
- Aethiopicodynerus flavorufus (Giordani Soika, 1941)
- Aethiopicodynerus guichardi (Giordani Soika, 1979)
- Aethiopicodynerus insignis (de Saussure, 1856)
- Aethiopicodynerus laetus (Giordani Soika, 1941)
- Aethiopicodynerus longithorax  (Giordani Soika, 1987)[5]
- Aethiopicodynerus major (de Saussure, 1853)
- Aethiopicodynerus mimulus (Giordani Soika, 1989)
- Aethiopicodynerus punctiventris (Gusenleitner, 2002)
- Aethiopicodynerus schulthessi (Meade-Waldo, 1915)
- Aethiopicodynerus scripticeps (Cameron, 1910)
- Aethiopicodynerus senegalensis (Giordani Soika, 1987)